# Diócesis de Apatzingán
La diócesis de Apatzingán (en latín: Dioecesis Apatzinganiensis) es una circunscripción eclesiástica de la Iglesia católica en México. Se trata de una diócesis latina, sufragánea de la arquidiócesis de Morelia. Desde el 17 de noviembre de 2014 su obispo es Cristóbal Ascencio García.

## Territorio y organización
La diócesis tiene 13 102 km² y extiende su jurisdicción sobre los fieles católicos de rito latino residentes en el estado de Michoacán en los 10 municipios de: Aguililla, Apatzingán, Buenavista, Chinicuila, Coalcomán de Vázquez Pallares, Gabriel Zamora, Múgica, Parácuaro, Tepalcatepec y Tumbiscatío. Pertenece además a la diócesis la localidad de Tazumbos en el municipio de Jilotlán de los Dolores en el estado de Jalisco
La sede de la diócesis se encuentra en la ciudad de Apatzingán de la Constitución, en donde se halla la Catedral de Nuestra Señora de la Asunción.
En 2020 en la diócesis existían 29 parroquias.

## Historia
La diócesis fue erigida el 30 de abril de 1962 con la bula Quo aptius christifidelium del papa Juan XXIII, obteniendo el territorio de las diócesis de Colima y Tacámbaro.
El 20 de noviembre de 1962, con la carta apostólica Caeleste patrocinium, el papa Juan XXIII proclamó a la Santísima Virgen María de Acahuato como patrona principal de la diócesis.
El 11 de octubre de 1985 cedió una porción de su territorio para la erección de la diócesis de Lázaro Cárdenas mediante la bula Cum probe del papa Juan Pablo II.

## Estadísticas
Según el Anuario Pontificio 2021 la diócesis tenía a fines de 2020 un total de 396 600 fieles bautizados.
| Año                                                                             | Población            | Población | Población      | Sacerdotes | Sacerdotes    | Sacerdotes    | Bautizados por sacerdote | Diáconos permanentes | Religiosos | Religiosos | Parroquias |
| Año                                                                             | Bautizados católicos | Total     | % de católicos | Total      | Clero secular | Clero regular | Bautizados por sacerdote | Diáconos permanentes | Varones    | Mujeres    | Parroquias |
| ------------------------------------------------------------------------------- | -------------------- | --------- | -------------- | ---------- | ------------- | ------------- | ------------------------ | -------------------- | ---------- | ---------- | ---------- |
| 1966                                                                            | 197 000              | 201 000   | 98.0           | 47         | 41            | 6             | 4191                     |                      | 11         | 48         | 19         |
| 1970                                                                            | ?                    | 273 041   | ?              | 51         | 43            | 8             | ?                        |                      | 13         | 45         | 19         |
| 1976                                                                            | 580 000              | 600 000   | 96.7           | 49         | 40            | 9             | 11 836                   |                      | 19         | 64         | 33         |
| 1980                                                                            | 777 000              | 829 000   | 93.7           | 43         | 35            | 8             | 18 069                   | 2                    | 17         | 50         | 30         |
| 1990                                                                            | 598 000              | 648 000   | 92.3           | 47         | 45            | 2             | 12 723                   |                      | 6          | 92         | 23         |
| 1999                                                                            | 679 600              | 755 200   | 90.0           | 54         | 51            | 3             | 12 585                   |                      | 6          | 105        | 25         |
| 2000                                                                            | 685 800              | 762 100   | 90.0           | 53         | 50            | 3             | 12 939                   |                      | 6          | 112        | 25         |
| 2001                                                                            | 630 000              | 700 000   | 90.0           | 53         | 50            | 3             | 11 886                   |                      | 7          | 115        | 25         |
| 2002                                                                            | 630 000              | 700 000   | 90.0           | 58         | 55            | 3             | 10 862                   |                      | 3          | 130        | 26         |
| 2003                                                                            | 630 000              | 700 000   | 90.0           | 56         | 53            | 3             | 11 250                   |                      | 3          | 134        | 26         |
| 2004                                                                            | 630 000              | 700 000   | 90.0           | 55         | 55            |               | 11 454                   |                      |            | 134        | 26         |
| 2006                                                                            | 646 000              | 718 000   | 90.0           | 56         | 56            |               | 11 535                   |                      |            | 132        | 26         |
| 2012                                                                            | 370 000              | 400 000   | 92.5           | 62         | 62            |               | 5967                     |                      |            | 127        | 27         |
| 2015                                                                            | 380 000              | 412 000   | 92.2           | 61         | 61            |               | 6229                     |                      |            | 113        | 27         |
| 2018                                                                            | 391 830              | 424 845   | 92.2           | 65         | 65            |               | 6028                     |                      |            | 113        | 29         |
| 2020                                                                            | 396 600              | 430 000   | 92.2           | 50         | 50            |               | 7932                     |                      |            | 87         | 29         |
| Fuente: Catholic-Hierarchy, que a su vez toma los datos del Anuario Pontificio. |                      |           |                |            |               |               |                          |                      |            |            |            |

## Episcopologio
- Victorino Álvarez Tena † (24 de mayo de 1962-14 de febrero de 1974 nombrado obispo de Celaya)
- José Fernández Arteaga † (13 de julio de 1974-8 de febrero de 1980 nombrado obispo de Colima)
- Miguel Patiño Velázquez, M.S.F. † (9 de abril de 1981-17 de noviembre de 2014 retirado)
- Cristóbal Ascencio García, desde el 17 de noviembre de 2014